# 山本吉兵衛 (鬼師)
山本 吉兵衛（やまもと きちべえ、1830年 - 1904年4月10日）は、三河国碧海郡高浜村（現・愛知県高浜市）出身の瓦職人。
三州瓦の鬼師（鬼板師とも、鬼瓦の製作者）であり、三河国における鬼師の元祖とされる。2021年（令和3年）時点で日本には70人から80人の鬼師がいるとされるが、うち約50人は三州瓦の産地である高浜市と碧南市に集中しており、これは2代目永坂杢兵衛と山本吉兵衛の存在が大きいとされる。

## 生涯

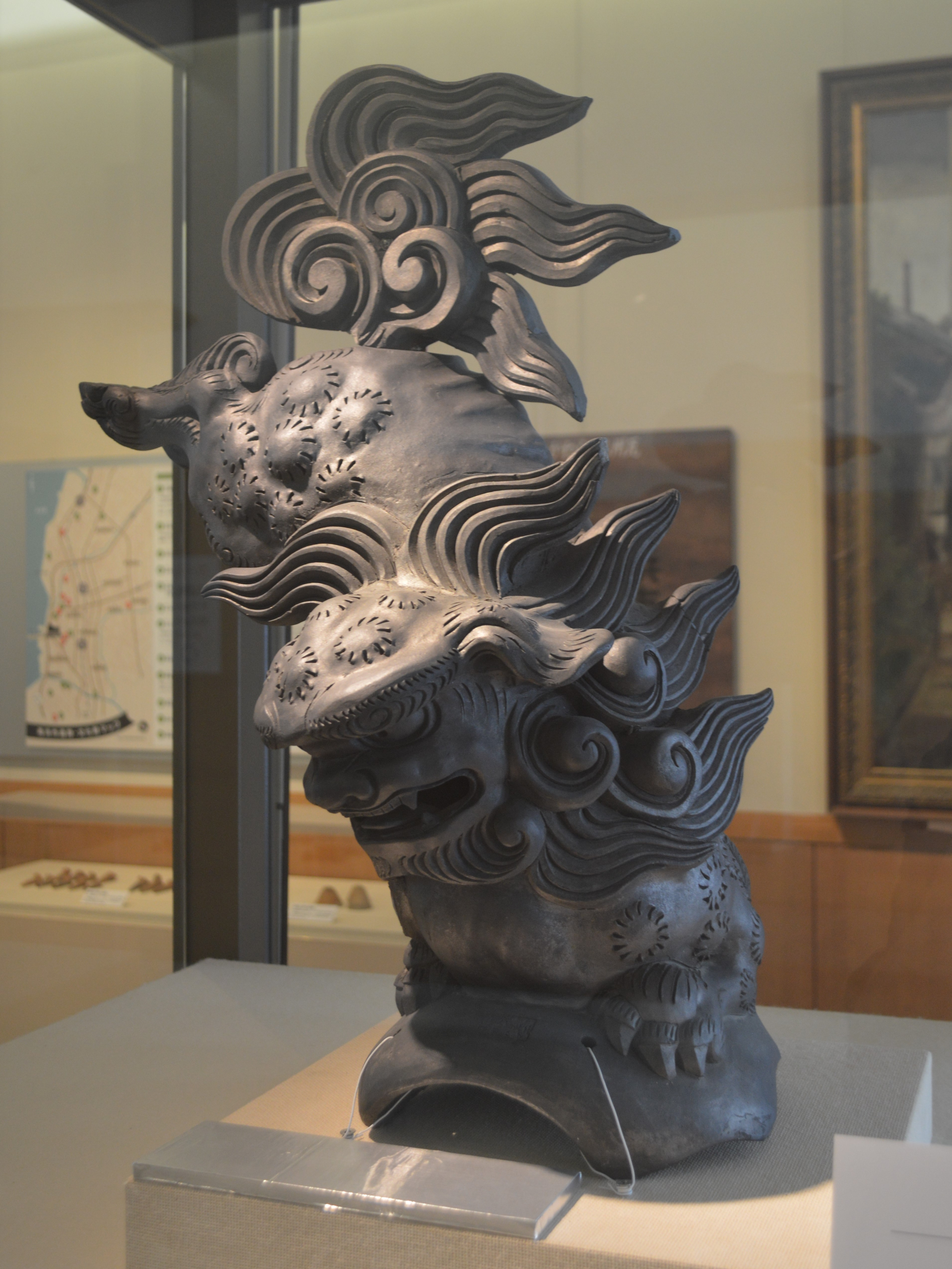
山本が製作した「獅子文留蓋瓦」（高浜市やきものの里かわら美術館所蔵）

### 三州瓦の来歴
享保5年（1720年）には徳川吉宗や町奉行の大岡忠相によって瓦葺きが奨励され、町屋における屋根瓦の需要が増した。周辺地域で良質の粘土が取れたこと、燃料の入荷や製品の出荷のための海上交通が発達していたことなどから、近世の三河国では屋根瓦（三州瓦）の生産が盛んとなった。
三州瓦の正確な起源は定かでないが、宝暦4年（1754年）に田島喜八が初めて瓦屋を創業し、宝暦9年（1759年）に神谷喜三郎が、明和元年（1764年）に神谷儀八も創業したことで、同年時点で3軒の瓦屋があった。

### 吉兵衛の経歴
天保元年（1830年）、山本吉兵衛は三河国碧海郡高浜村（現・愛知県高浜市）に山本成八の次男として生まれた。明治時代初頭には約10年に渡って瓦職人として出稼ぎを行い、細工物の職人として名をはせた。1874年（明治7年）頃に高浜で鬼瓦屋を始めた。1904年4月10日に死去した。

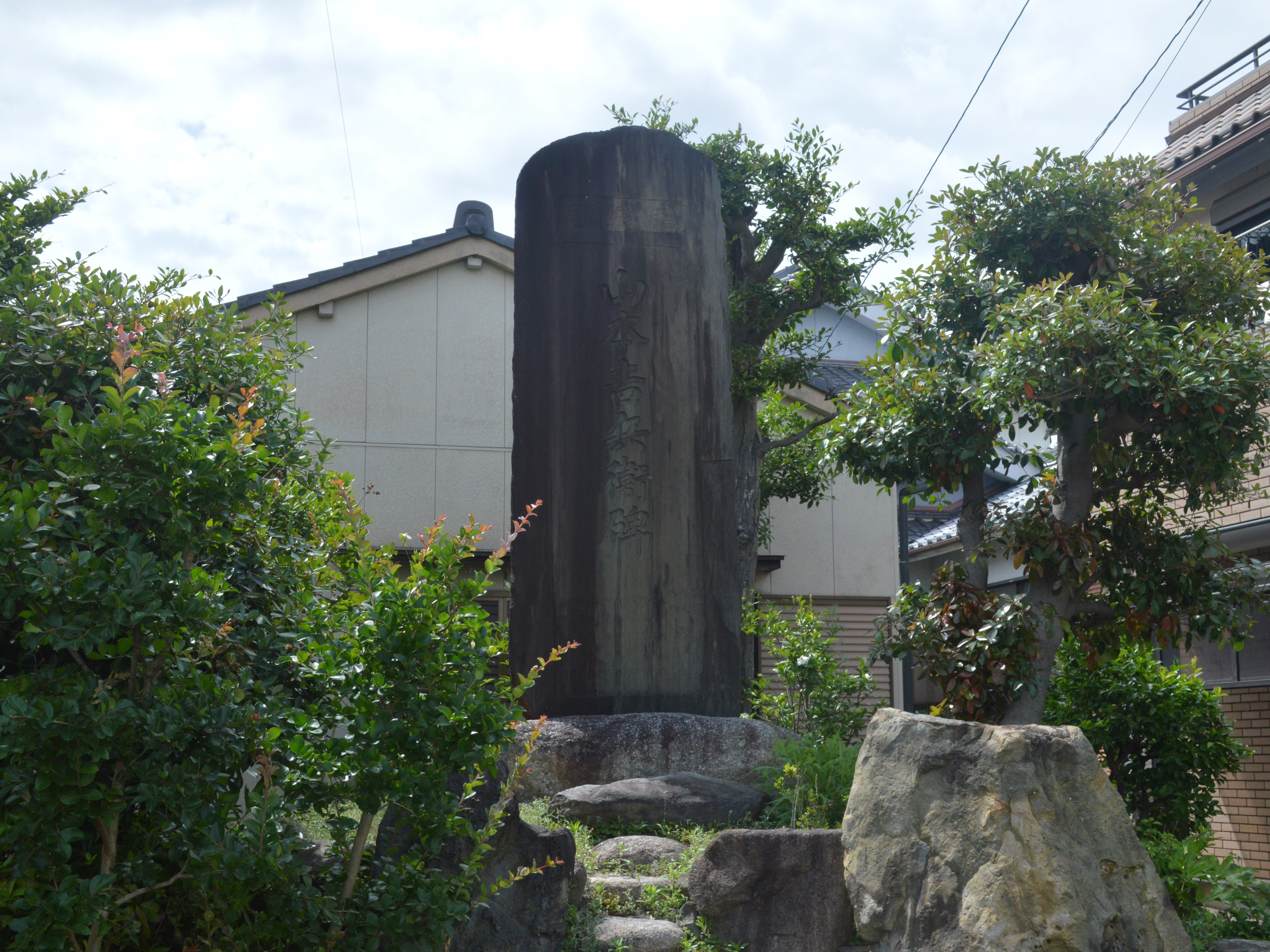
山本吉兵衛碑（高浜市）

1910年（明治43年）12月、山本吉兵衛の弟子15人によって高浜町（現在の高浜市青木町）に石碑「山本吉兵衛碑」が建立された。高浜市の鬼師らは山本吉兵衛碑を指定文化財とするよう高浜市に対して働き掛けを行っている。

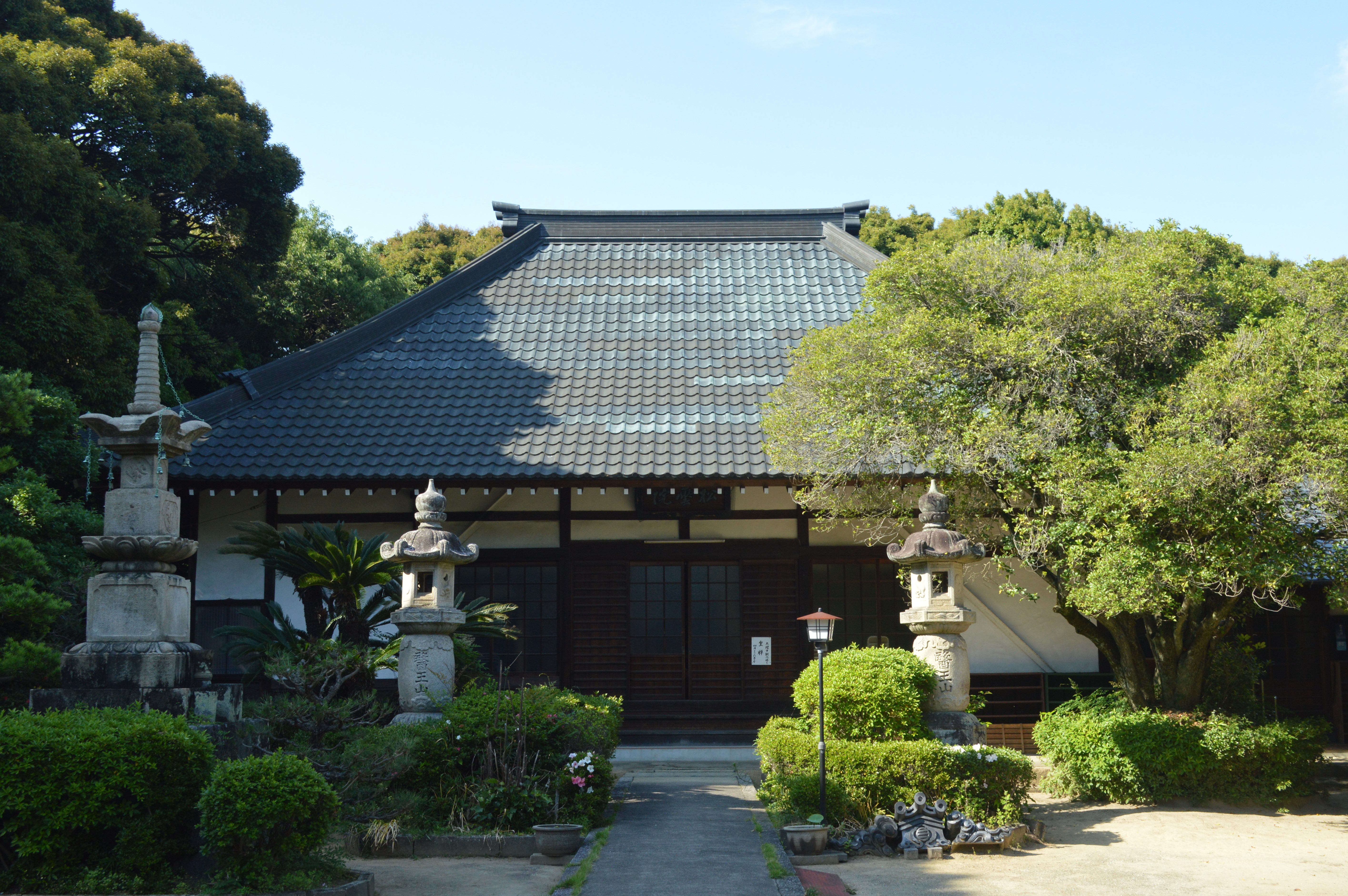
松雲院（刈谷市）

長らく山本吉兵衛が製作した鬼瓦は見つかっていなかったが、1980年代前半に愛知県刈谷市恩田町にある松雲院で屋根瓦の葺き替えが行われた際、山本吉兵衛の刻印がある獅子巴蓋瓦が発見された。1899年（明治22年）に行われた本堂の改修工事の際に設置されたものとみられている。この獅子巴蓋瓦は高浜市やきものの里かわら美術館に所蔵された。
安城市今本町の専超寺にも山本吉兵衛作の鬼瓦が用いられていた。1887年（明治20年）に本堂を修理した際に大棟に乗せられたものであり、現在は安城市歴史博物館に所蔵されている。